# Nicolas Berges
Nicolas Berges (né le 29 janvier 1976 à Valence dans la  Drôme) est un joueur professionnel français de hockey sur glace. Il évolue au poste d’attaquant.

## Biographie

### En club
Nicolas Berges commence sa carrière professionnelle avec les Rapaces de Gap en Ligue Magnus lors de la saison 1993-1994. La saison suivante, il joue pour le club de Bordeaux qui évolue alors en Division 1. Il portera les couleurs bordelaises jusqu'en 1997-1998 alors que le club dispute la Ligue Magnus. De 1998 à 2000, Nicolas Berges joue en Anjou pour les Ducs d'Angers avant de rejoindre en 2001 le Viry-Châtillon Essonne Hockey. Le club essonnien dépose le bilan en fin de saison et commencera la saison suivante en Division 3. Le joueur rebondi en Division 1 à Dijon avant de mettre un terme à sa carrière 2 ans plus tard chez les Bisons de Neuilly-sur-Marne.

### En équipe nationale
Nicolas Berges représenta l'Équipe de France de hockey sur glace au niveau international lors du Championnat du monde junior de hockey sur glace en 1996.

## Statistiques

### En club
| Saison    | Équipe                        | Ligue        |    | Saison régulière | Saison régulière | Saison régulière | Saison régulière | Saison régulière |   | Séries éliminatoires | Séries éliminatoires | Séries éliminatoires | Séries éliminatoires | Séries éliminatoires |
| Saison    | Équipe                        | Ligue        | PJ | B                | A                | Pts              | Pun              | PJ               | B | A                    | Pts                  | Pun                  |                      |                      |
| 1993-1994 | Gap Hockey Club               | Ligue Magnus | 13 | 7                | 2                | 9                | 4                | 6                | 0 | 1                    | 1                    | 2                    |                      |                      |
| 1994-1995 | Bordeaux Gironde Hockey 2000  | Division 1   | 23 | 19               | 8                | 27               | 61               |                  |   |                      |                      |                      |                      |                      |
| 1995-1996 | Bordeaux                      | Division 1   | 27 | 4                | 13               | 17               | 86               |                  |   |                      |                      |                      |                      |                      |
| 1996-1997 | Bordeaux                      | Ligue Magnus | 31 | 11               | 14               | 25               | 56               | 11               | 0 | 6                    | 6                    | 15                   |                      |                      |
| 1997-1998 | Bordeaux                      | Ligue Magnus | 27 | 5                | 3                | 8                | 45               |                  |   |                      |                      |                      |                      |                      |
| 1998-1999 | Ducs d'Angers                 | Ligue Magnus | 41 | 11               | 9                | 20               | 51               |                  |   |                      |                      |                      |                      |                      |
| 1999-2000 | Angers                        | Ligue Magnus | 31 | 5                | 7                | 12               | 17               |                  |   |                      |                      |                      |                      |                      |
| 2000-2001 | Viry-Châtillon Essonne Hockey | Ligue Magnus | ?? | 5                | 5                | 10               | ??               |                  |   |                      |                      |                      |                      |                      |
| 2001-2002 | Ducs de Dijon                 | Division 1   | ?? | 2                | 13               | 15               | ??               |                  |   |                      |                      |                      |                      |                      |
| 2002-2003 | Hockey Club Neuilly-sur-Marne | Division 1   | ?? | ??               | ??               | ??               | ??               |                  |   |                      |                      |                      |                      |                      |
| 2003-2004 | Neuilly-sur-Marne             | Division 1   | 25 | 5                | 2                | 7                | 107              |                  |   |                      |                      |                      |                      |                      |

### En équipe nationale
| Saison | Équipe     | Événement |    | Saison régulière | Saison régulière | Saison régulière | Saison régulière | Saison régulière |
| Saison | Équipe     | Événement | PJ | B                | A                | Pts              | Pun              |                  |
| ------ | ---------- | --------- | -- | ---------------- | ---------------- | ---------------- | ---------------- | ---------------- |
| 1996   | France Jr. | CM Jr. B  | 5  | 1                | 0                | 1                | 2                |                  |